# Épsilon Cassiopeiae
Épsilon Cassiopeiae (ε Cas / ε Cassiopeiae) es un sistema estelar en la constelación de Casiopea.  Se encuentra a aproximadamente 441 años luz de la Tierra.  Tradicionalmente ha recibido el nombre de Segin. Uno de los nombres que la NASA asigna a esta estrella es Navi, en honor al astronauta Virgil Ivan "Gus" Grissom, uno de los tres astronautas que murieron en el accidente del  Apolo 1.
Es una gigante azul-blanca tipo B con una luminosidad 720 veces mayor que el Sol.  Tiene una magnitud aparente de +3,38.
El sol visto desde la cercana Alfa Centauri se encontraría cerca de Épsilon Cassiopeiae con una magnitud visual similar a la de  Achernar (0,5).